# コロコロ島
コロコロ島（コロコロじま、スペイン語:Isla Corocoro、英語: Corocoro Island）は、南アメリカ北部のバリマ川の河口にある島である。面積は690平方キロである。大部分はベネズエラ領、東側の一部はガイアナ領になっている。しかし、ベネズエラとガイアナの間の国境線は係争中で、両国ともコロコロ島全ての領有を主張している。
今の国境はアマクロ川の河口によって定められている。アマクロ川がバリマ川と交差した後、直接大西洋に注いでいるととらえるならばコロコロ島はベネズエラ領で、アマクロ川はバリマ川に合流して大西洋に注いでいるととらえるならばコロコロ島はガイアナ領である。